# Cheperkare
Cheperkare war ein hoher altägyptischer Beamter, mit dem Amtstitel eines „Obervermögensverwalters“. Er amtierte in dieser Funktion wahrscheinlich unter König (Pharao) Amenemhet II. Sein Name ist der Thronname von Sesostris I., was andeutet, dass er unter diesem geboren wurde oder seine Karriere begann.
Cheperkare ist von drei Stelen bekannt, die aus drei Abschnitten seiner Karriere stammen. Auf einer von ihnen trägt er den einfachen Titel eines „Vermögensverwalters“ (Imi-Ra-per –jmj-r3-pr). Auf einer weiteren Stele erscheint er als „Mitglied der Elite“, „Vorderster an Aktion“ und „Kabinettsvorsteher“. Hier ist er auch „Vorsteher aller Arbeiten des Königs“ und berichtet von Kanalbauarbeiten im thinitischen Gau. Diese Stele ist unter Amenemhet II. datiert. Seine größte Stele stammt aus der Zeit, in der er zum „Obervermögensverwalter im ganzen Land“ befördert wurde. Hier trägt er zahlreiche hohe Titel, wie „Oberhaupt des ganzen Landes“ oder „geliebter Gottesvater“.
Seine Gemahlin hieß Hetepet, seine Mutter Insedjemet, sein Vater Tjau.